# Calomnion lillianiae
Calomnion lillianiae là một loài rêu trong họ Calomniaceae. Loài này được Vitt & H.A. Mill. mô tả khoa học đầu tiên năm 1995.